# Patterson Daudau
Patterson Daudau (Islas Salomón, 2 de febrero de 1978) es un exfutbolista de Islas Salomón que jugaba en la posición de delantero centro.

## Carrera

### Club
| Periodo   | Club           |
| --------- | -------------- |
| 1998-1999 | Koloale FC     |
| 2000      | Nelson Suburbs |
| 2000-2002 | Malaita Kingz  |
| 2002-2011 | Koloale FC     |

### Selección nacional
Jugó para Islas Salomón en 11 ocasiones de 2000 a 2002 y anotó cinco goles; participó en dos ediciones de la Copa de las Naciones de la OFC donde anotó un gol en la edición de 2002.

## Logros
- S-League (1): 2010/11